# Dave Mackintosh
Dave Mackintosh (født 3. marts 1976[kilde mangler] i Skotland) er en skotsk musiker, best kendt som trommeslager i power-bandet DragonForce. Hans spillestil er ekstrem hurtig, og Herman Li fortæller, at det er grunden til at han aldrig bliver smidt ud af bandet.[kilde mangler] Han startede til trommer som 13-årig, og kom med i en lang række skolebands.[kilde mangler]